# ウチワザメ科
ウチワザメ科（学名：Platyrhinidae）は、トビエイ目の下位分類群の一つ。 シビレエイ目とされることもある。サカタザメの一種ではないが、背中にとげがある。

## 下位分類
- ウチワザメ属 Platyrhina J. P. Müller & Henle, 1838 3種。
- プラティリノイディス属 Platyrhinoidis Garman 1881 ソーンバックギターフィッシュ1種のみ。